# پودگورنویه (شهرستان علم‌الدین)
پودگورنویه (به لاتین: Podgornoye) یک منطقهٔ مسکونی در قرقیزستان است که در شهرستان علم‌الدین واقع شده‌است. پودگورنویه ۹۵۹ نفر جمعیت دارد و ۱٬۲۵۰ متر بالاتر از سطح دریا واقع شده‌است.